# Iurie Iovu
Iurie Iovu (Chișinău, 6 luglio 2002) è un calciatore moldavo, difensore dell'Alavés B, in prestito dall'Istria 1961, e della nazionale moldava.

## Caratteristiche tecniche
Gioca come difensore centrale.

## Carriera

### Club
Nato a Chișinău, inizia la propria carriera nel settore giovanile dello Zimbru Chișinău, per poi passare al Cagliari nel 2018.
Dopo 4 anni trascorsi nella Primavera dei sardi, il 31 agosto 2022 viene ceduto a titolo definitivo al Venezia, che contestualmente lo cede in prestito ai croati dell'Istria 1961.

### Nazionale
Ha giocato nelle nazionali giovanili moldave Under-17 ed Under-21.
il 1º novembre 2021 viene convocato dal CT delle nazionale maggiore moldava Roberto Bordin per il doppio impegno di qualificazione per il mondiale 2022 contro Scozia ed Austria; quattordici giorni dopo debutta con la Moldavia giocando i minuti finali della sfida persa 4-1 contro l'Austria.

## Statistiche

### Cronologia presenze e reti in nazionale
| Cronologia completa delle presenze e delle reti in nazionale ― Moldavia | Cronologia completa delle presenze e delle reti in nazionale ― Moldavia | Cronologia completa delle presenze e delle reti in nazionale ― Moldavia | Cronologia completa delle presenze e delle reti in nazionale ― Moldavia | Cronologia completa delle presenze e delle reti in nazionale ― Moldavia | Cronologia completa delle presenze e delle reti in nazionale ― Moldavia | Cronologia completa delle presenze e delle reti in nazionale ― Moldavia | Cronologia completa delle presenze e delle reti in nazionale ― Moldavia |
| Data                                                                    | Città                                                                   | In casa                                                                 | Risultato                                                               | Ospiti                                                                  | Competizione                                                            | Reti                                                                    | Note                                                                    |
| ----------------------------------------------------------------------- | ----------------------------------------------------------------------- | ----------------------------------------------------------------------- | ----------------------------------------------------------------------- | ----------------------------------------------------------------------- | ----------------------------------------------------------------------- | ----------------------------------------------------------------------- | ----------------------------------------------------------------------- |
| 15-11-2021                                                              | Klagenfurt am Wörthersee                                                | Austria                                                                 | 4 – 1                                                                   | Moldavia                                                                | Qual. Mondiali 2022                                                     | -                                                                       | 88’                                                                     |
| 16-11-2022                                                              | Chișinău                                                                | Moldavia                                                                | 1 – 2                                                                   | Azerbaigian                                                             | Amichevole                                                              | -                                                                       |                                                                         |
| 20-11-2022                                                              | Chișinău                                                                | Moldavia                                                                | 0 – 5                                                                   | Romania                                                                 | Amichevole                                                              | -                                                                       | 46’                                                                     |
| 19-11-2024                                                              | Gibilterra                                                              | Gibilterra                                                              | 1 – 1                                                                   | Moldavia                                                                | Amichevole                                                              | -                                                                       |                                                                         |
| Totale                                                                  |                                                                         | Presenze                                                                | 4                                                                       |                                                                         | Reti                                                                    | 0                                                                       |                                                                         |